# 6820 Buil
6820 Buil eller 1985 XS är en asteroid i huvudbältet som upptäcktes den 13 december 1985 av CERGA-observatoriet i Nice. Den är uppkallad efter den franske astronomen Christian Buil.
Asteroiden har en diameter på ungefär 8 kilometer.